# Bodtjärnen (Bräcke socken, Jämtland, 695164-148706)
Bodtjärnen är en sjö i Bräcke kommun i Jämtland och ingår i Ljungans huvudavrinningsområde. Sjön har en area på 0,137 kvadratkilometer och ligger 428,2 meter över havet. Sjön avvattnas av vattendraget Harrån.

## Delavrinningsområde
Bodtjärnen ingår i det delavrinningsområde (695291-148729) som SMHI kallar för Inloppet i Stor-Harrsjön. Medelhöjden är 409 meter över havet och ytan är 11,47 kvadratkilometer. Det finns inga avrinningsområden uppströms utan avrinningsområdet är högsta punkten. Harrån som avvattnar avrinningsområdet har biflödesordning 2, vilket innebär att vattnet flödar genom totalt 2 vattendrag innan det når havet efter 126 kilometer. Avrinningsområdet består mestadels av skog (88 procent). Avrinningsområdet har 0,13 kvadratkilometer vattenytor vilket ger det en sjöprocent på 1,1 procent.